# Freie Evangelische Bekenntnisschule Bremen
Die Freie Evangelische Bekenntnisschule Bremen (FEBB) ist eine evangelikal geprägte, staatlich anerkannte Bekenntnisschule in freier Trägerschaft in Bremen.

## Geschichte
Am 4. Juli 1977 gründeten Eltern die „Christliche Elterninitiative“ mit dem Ziel, eine eigene Schule ins Leben zu rufen. Diese Schule sollte die christlichen Werte vermitteln, die die Elterninitiative vertrat. Nach fast zweijährigen Verhandlungen mit verschiedenen Bremer Bildungspolitikern um die Genehmigung einer Privatschule begann am 1. Februar 1979 der reguläre Unterrichtsbetrieb mit 15 Schülern einer dritten Klasse in angemieteten Räumen. Mit Unterstützung der Eltern wurde 1981/82 zusammen mit anderen Helfern aus mehreren Bremer Gemeinden das erste eigene Schulgebäude in Habenhausen gebaut. Es wurden rund 40.000 Arbeitsstunden von ehrenamtlichen Kräften geleistet. Zudem wurde das Projekt durch ein Spendenaufkommen von insgesamt 1,3 Millionen DM ermöglicht.
Im Juni 2020 wurden durch die Bremer Staatsanwaltschaft Ermittlungen gegen drei Mitarbeiter der Freien Evangelischen Bekenntnisschule Bremen eingeleitet, da nach einem Bericht durch die Berliner taz der Verdacht auf Misshandlung von Schutzbefohlenen vorlag. Nach diesem Bericht warfen weitere Personen ihren Lehrern und Mitschülern „Mobbing und Psychoterror“ vor. Die Staatsanwaltschaft Bremen stellte im April 2021 das Verfahren wegen Mangels an Beweisen ein.

## Träger
Die Schule wird von dem Trägerverein Freie Evangelische Bekenntnisschule Bremen e. V. betrieben. Der Trägerverein wählt aus seiner Mitte die Mitglieder des neunköpfigen Vorstandes, der gemeinsam mit den Schulleitungen die Schule leitet.
Die Schule ist als Initiative Mitglied der bremischen Evangelischen Allianz, jedoch keine Einrichtung der Bremischen Evangelischen Kirche.

## Schulformen
Die FEBB betreibt eine Grundschule, ein Gymnasium, eine Oberschule und eine Gymnasiale Oberstufe in Bremen-Habenhausen sowie eine Grundschule in Bremen-Vahr. Insgesamt besuchen ca. 1.500 Schüler die Schule.